# Liste des opérations du SOE
Ce tableau présente la liste des opérations du Special Operations Executive (SOE). Les noms de guerre (field names) des agents figurent entre guillemets.
| Nom de l’opération          | Année     | Pays            | Détails (traduction en cours) |
| --------------------------- | --------- | --------------- | --- |
| Aemilius                    | 1944      | Belgique        | 3 août, « Lucie », région de Rochefort/Marche. |
| Aeneas                      | 1944      | Belgique        | |
| Agamemnon                   | 1944      | Belgique        | Janvier/février, « Suzanne », Tournai, mission de liaison avec la mission Cufflinks mission, capturée. |
| Agrippa                     | 1944      | Belgique        | 5 mars, « Brooch », mission de transmission radio. |
| Aileron                     | 1944      | Italie          | Seul un bref rapport est disponible dans les dossiers d’un agent envoyé à Sienne en mars 1944. Objectif peu clair. |
| Alarbus                     | 1944      | Belgique        | 3 juin, « Locket », région de Ciney/Marche. |
| Alcibiades                  | 1944      | Belgique        | 5 août, « Ida », région de Hal/Nivelles, fourniture d’instructions en sabotage. |
| Almouth                     | 1944      | Italie          | Février, plan pour faire sauter le pont de chemin de fer sur le Taro ; le dossier adéquat fournit peu d’indices sur le résultat. |
| Aloes                       | 1944      | France          | Nom de code du quartier général de la Résistance en Bretagne, communications radio vers cinq départements de Bretagne. |
| Alsatian                    | 1943      | Belgique        | 21-22 avril, Briquet. Membres de la mission tués à l’arrivée. Visait à encourager la Résistance dans l’industrie. |
| Ampthill                    | 1944      | Italie          | Mars 1944, sabotage ferroviaire à Pedaso. |
| Animals                     | 1943      | Grèce           | Juin / Juillet 1944, campagne de sabotage. |
| Antenor                     | 1944      | Belgique        | « Tiepin », Gemblaux. |
| Anthropoid                  | 1942      | Tchécoslovaquie | Déc. 41/mai 42, Jan Kubiš et Jozef Gabčík, assassinat de Reynhard Heydrich, réussi le 27 mai 1942. |
| Apemantus                   | 1944      | Belgique        | Février/mars, « Monique », région de Beauraing, liaison avec les groupes de Résistance. |
| Arboretum                   | 1944      | Belgique        | agents exécutés, peu de détails sur la mission. |
| Armada                      | 1943      | France          | Novembre, sabotage de la centrale électrique, des transformateurs et des dépôts d’essence du Creusot. |
| Armadillo                   | 1944      | Belgique        | 6 août, « Gavotte », région Ardennes. |
| Artichoke                   | 1942      | Pays-Bas        | Juin, destruction des stations Très basse fréquence (VLF) à Kootwijk, le centre de communication avec les U-Boote en Mer du Nord. Un agent devait être exfiltré, mais le dossier ne fournit pas d’autres détails. |
| Association                 | 1941-1942 | Belgique        | Infiltration d’un agent en Belgique via Lisbonne ; réussite après une tentative. |
| Atlow                       | 1944      | Italie          | Avril, sabotage ferroviaire dans la région de Sienne, Asciano. |
| Aufidius                    | 1944      | Belgique        | 1er avril, « Colette », Ciney Marse, mission de liaison avec le chef de la zone IV, pour organiser la zone et fournir l’instruction en maniement d’armes et d’explosifs. |
| Autogyro                    | 1941      | Belgique        | Peu de détails dans les dossiers, mission annulée après plusieurs échecs. |
| Baboon                      | 1942      | Belgique        | 17 novembre, mission PID pour encourager la résistance paysanne. |
| Badger                      | 1943      | Belgique        | Février, région de Liège, comités de réception, communication avec l’Armée Secrète ; agent jugé "irresponsable". |
| Balaklava                   | 1941      | Belgique        | Septembre-Octobre, support radio d’Outcast à Neufchâteau, découvert par les Allemands. |
| Balloonet                   | 1944-45   | Italie          | Mission politique et militaire en Tyrol oriental et VIOLET au sud-ouest de la Carinthie. |
| Balthazar                   | 1942-44   | Belgique        | « Louise », visait la paralysie du trafic fluvial dans la région du Hainaut, se développa ensuite par des coupures de voies ferrées et la destruction des communications, pour préparer le D-day, en travaillant pour Nelly. |
| Bandon                      | ?         |                 | Les dossiers comprennent un rapport au QG de Turin et la libération de la ville. |
| Bandon VII                  | 1945      | Italie          | mission continue de liaison politique et militaire à Turin. Semble avoir eu la tâche de faciliter les approvisionnements en protégeant l’aéroport de Rivoli. |
| Bassianus                   | 1944      | Belgique        | Mai, « Violette », travail pour Nelly, instruction de sabotage, y compris le déraillement de trains. |
| Bergenfield                 | 1944-45   | Italie          | Mission de liaison politique et militaire avec les partisans de TABELLA, région d’Udine. |
| Bernardo                    | 1944      | Belgique        | 4-5 juillet, région de Bruxelles, messager auprès du chef de l’Armée Secrète, « Nina ». |
| Bianca                      | 1944      | Belgique        | 28-29 juin, « Diane », instruction de sabotage. |
| Blundell                    | 1944-45   | Italie          | Nom général utilisé pour designer les différentes missions de liaison avec les partisans italiens dans le nord. |
| Blundell                    | 1944      | Italie          | mission de liaison politique et militaire avec les partisans de VIOLET Piacenza, travaillant dans la région de La Spezia. Les dossiers correspondants contiennent des rapports des chefs, Captain T. D. Gregg et Major Lett. |
| Borzoi                      | 1943      | Belgique        | 20 décembre 1942, Bruxelles et Tournai, pour étendre la presse clandestine flamande, comités de réception ; les agents se sont échappés à Genève, mars. |
| Boykin                      | 1945      | Italie          | Plan pour enlever des agents doubles suspects qu’on soupçonnait de compromettre la résistance italienne du nord. Bien qu’ayant réussi lors de sa réalisation en février, l’interrogatoire des agents suggéra plus tard que les soupçons étaient infondés. |
| Brabantio                   | 1944      | Belgique        | Juillet ou août, « Odette », principal délégué en territoire ennemi pour l’organisation de sabotages. |
| Braddock I                  | 1944      | Allemagne       | Largage aérien de dispositifs incendiaires pour utilisation par des prisonniers de guerre lors d’un soulèvement. |
| Broadbean                   | 1943      | Pays-Bas        | Février, collecte du courrier des groupes de résistance au Nord des Pays-Bas et organisation du transport. |
| Buckhound                   | 1943      | Belgique        | Soutien radio, Zone militaire IV, Bruxelles. |
| Bullfrog                    | 1943      | Belgique        | Mai, BULLFROG avec GOFER comme officier de transmissions : contacts avec l’Armée secrète, organisation de comités de réception et de groupes de sabotage au sud de la Meuse. |
| Caius                       | 1944      | Belgique        | Août, « Stéphanie », instruction au sabotage d’Huguette, région de Bruxelles et Liège ; capturé, échappé. |
| Calf                        | 1943      | Belgique        | Janvier, visait à la création de liens avec l’Armée secrète, Hainaut, mais possible brèche de sécurité. |
| Calpurnia                   | 1944      | Belgique        | Juillet-août, « Courante », soutien radio au groupe Huguette, région du Hainaut. |
| Calvados                    | 1943      | Allemagne       | Tentative de monter une organisation de sabotage à Hambourg et à Brême, en utilisant un déserteur allemand, Kurt Koenig. |
| Canidus                     | 1944      | Belgique        | Juin, radio pour la mission Delphine. |
| Canticle                    | 1942      | Belgique        | Mars, avec Duncan, Mastiff, Incomparable ; courrier et support radio support arrêtés ; plus tard des agents ont rapporté qu’ils avaient été décapités. |
| Caphis                      | 1944      | Belgique        | Janvier, « Herminie », probablement une « stage mission », capturé. |
| Carical                     | 1942-44   | Belgique        | mission PID, basée à Liège, Charleroi, Bruxelles, pour détruire des enregistrements de l’Office national de travail en vue de saper l’utilisation de travail qualifié par l’occupant allemand. |
| Casement                    | 1944      |                 | Plan de mystification visant à faire croire que des Allemands fuyaient en Irlande ou en Argentine pour former un gouvernement allemand libre. Suggéré par la section espagnole. Ne fut pas poursuivi en raison du manque d'évidence de la connexion espagnole d'évasion, jugée nécessaire. |
| Cato                        | 1944      | Belgique        | Juillet, « Céleste », fournir une liaison par messager pour les communications en provenance du ministère des Finances. |
| Cawdor                      | 1944      | Belgique        | Février-Mars, « Roland », accompagné par Necklace, pour fournir un service de courrier. |
| Cayote                      | 1942      |                 | Belgique (?) mai, organisation de sabotages de moteurs, Bruxelles, accompagné par la mission radio Duncan. |
| Céleste                     | 1944      | Belgique        | Juillet, port de messages depuis le ministère des Finances belge. |
| Cherokee                    | 1944-45   | Italie          | mission de liaison politique et militaire avec partisans d'ANTI-SCORCH dans le Piémont nord. |
| Chicken                     | 1941      | Belgique        | Août, « Tante Caro », création d'une organisation basée sur la résistance passive et le sabotage dans la région d'Anvers. |
| Chiron                      | 1944      | Belgique        | Avril, « Sash », mission radio ; arrêté. |
| Cimber                      | 1944      | Belgique        | Août, « Yvonne », transmission de messages microfilmés. |
| Cisco                       | 1945      | Italie          | mission de liaison politique et militaire, Modène (Italie)/Reggio d'Émilie, visant à créer une base sûre dans les Apennins du nord. |
| Citronelle                  | 1944      | France          | Évaluer l'efficacité du Maquis, Ardennes région. |
| Civet                       | 1942-44   | Belgique        | Également connue comme mission Stanley, rapport sur la force des armées secrètes à la demande de Pierlot. |
| Claribel                    | 1941      | Belgique        | Mars, préparations à une utilisation possible de la Belgique par les forces ennemies comme tremplin pour une invasion de la Grande-Bretagne. |
| Claudius                    | 1943      | Belgique        | Juillet, prise de contact avec des groupes de résistance - FIL, MNB, Groupe G, et offre de soutien financier. |
| Clowder                     | 1943-45   | Autriche        | Établissement d'un poste avancé pour prise de contacts en Europe centrale et orientale, en exploitant les mouvements de résistance, et en se préparant à agir en Autriche et en Allemagne. |
| Coal/Turtle                 | 1943      | Belgique        | Janvier, vol d'un avion de chasse allemand, Bruxelles, mission avortée. |
| Codford                     | ?         |                 | Nom de toutes les opérations conçues pour empêcher les états ennemis de s'emparer des biens des pays étrangers neutres. |
| Colan                       | 1945      | Allemagne       | Sabotage d'une voie ferrée entre Stuttgart et Heilbronn, réussite rapportée par des agents. |
| Collie                      | 1942      | Belgique        | Mars, mission pour le SOE et la Sûreté belge, prise de contact avec la résistance, organisation de comités de réception ; exfiltration du chef de la Légion belge ; mais a été à l'origine d'un différend entre le SOE et le gouvernement belge en exil sur l'interrogatoire du chef de la Légion belge. |
| Collossus                   | 1941      | Italie          | Février, sabotage de ponts. |
| Cominius                    | 1944      | Belgique        | Mars-Avril, « Mitten », région de Huy, Ardennes, mission radio. |
| Conjugal                    | 1941      | Belgique        | Septembre, organisation de sabotages et prises de contacts, mais capturé. |
| Coolant                     | 1944-45   | Italie          | Mission de liaison politique et militaire avec les partisans COOLANT BLUE au nord-est d'Udine. |
| Cordelet                    | 1943-44   | Belgique        | Mission vers les syndicats sociaux et démocrates, encourager la résistance et organiser a go-slow des travailleurs belge vers Allemagne. |
| Coriolanus                  | 1944      | Belgique        | Avril-Mai, « Handbag », mission radio. |
| Corona (1944)               | 1944-45   | Italie          | Mission de liaison politique et militaire, Piémont. |
| Crowd                       | 1945      | Autriche        | 16 mars, enquête sur les conditions générales du mouvement socialiste de résistance dans le Sudètes ; destin inconnu, mais on pense qu’ils ont été capturés. |
| Curling                     | 1944      | Pays-Bas        | Mission radio pour l'opérateur chef. |
| Danbury                     | 1945      | Autriche        | 13 août, sabotage des lignes de communication ennemies dans la vallée de la Drave (ou Drau), basé à Klagenfurt ; retourné finalement à Bari. |
| Daranus                     | 1944      | Belgique        | Avril, « Agnès », enquête sur la mission Tybalt/ Claudius, recueil de renseignements sur l’efficacité de différents groupes, réévaluation des missions de sabotage. |
| Defiance                    | 1942-43   | Espagne         | tentative d’établir un soutien traditionaliste, probablement catalan, dans la région de Barcelone. |
| Denver                      | 1944      | Autriche        | 8 mai, contacts avec des groupes de résistance dans le Sudètes et établissement de communications. Tous les agents perdus par trahison. |
| Dicing                      | 1945      | Pays-Bas        | (?) avril, équipe Jedburgh représentant les forces spéciales et agissant comme liaison entre la résistance et les troupes parachutistes dans la région d'Assen, de Meppel et de Coevorden. |
| Dingo (1943)                | 1943-44   | Belgique        | Mission PID, simulation de réduction de la production dans les secteurs industriels de Charleroi, possible brèche de sécurité de la part de l'agent. |
| Dolabella                   | 1944      | Belgique        | Juillet/août, « Ursule », organisation de comités de réception avec Simone. |
| Donaldbain                  | 1944      | Belgique        | Août, « Foxtrot », mission radio accompagnant la mission Odette. |
| Donum                       | 1944-45   | Italie          | Mission de liaison politique et militaire dans le Piémont oriental. |
| Downend                     | 1944      | Allemagne       | Agent envoyé pour créer une organisation de sabotage dans les régions de la Ruhr et de Francfort, basée sur un noyau de contacts avec l’Internationaler Sozialistischer Kampfbund. |
| Draughts                    | 1945      | Pays-Bas        | Janvier, mission radio, nord des Pays-Bas. |
| Backgammon/ Draughts        | 1944      | Pays-Bas        | Mission d’organisation. |
| Bezique/ Dressmaker         | 1943      | France          | Sabotage de tanneries à Graulhet (Pau-Toulouse) et Mazamet (Carcassonne) ; échec. |
| Drybrook                    | 1945      | Autriche        | 13 août, établissement de liaisons radio dans l’est Tyrol ; largué par erreur en Allemagne et rentré en Angleterre. |
| Duncan                      | 1942      | Belgique        | Octobre, tentative d'infiltration d'un agent en Belgique via le Portugal grâce à une désertion organisée ; contact finalement perdu. |
| Duncery                     | 1945      | Autriche        | 24 avril, préservation de l'aérodrome de Zeltweg pour les Alliés, finalement non nécessaire en raison du travail des groupes anti-nazi locaux. |
| Duval                       | 1945      | Autriche        | 16 février, prendre contact avec une organisation de résistance à Salzbourg et l'aider dans le sabotage ; équipe capturée. |
| Ebensburg                   | 1945      | Autriche        | 8 février, organisation de sabotage local avec le Maquis ; capture de Bad Aussee quatre jours avant l'arrivée des Américains. |
| Echalotte                   | 1944      | France          | Bases radio en Moselle et dans les Vosges destinées à augmenter les réseaux radio existants et fournir des informations à Londres depuis l'arrière des lignes allemandes. |
| Electra                     | 1945      | Autriche        | 23 mars, prise de contact avec le mouvement de résistance socialiste, Vienne ; contact radio jamais établi. |
| Emelia                      | 1944      | Belgique        | Août; Mrs Olga Jackson, « Babette », mission de propagande indépendante pour saper le moral à Bruxelles, Gand, Liège, Anvers, Charleroi ; organisation d'un réseau de prostitution circuit destiné aux officiers allemands. |
| Enorbarbus                  | 1944      | Belgique        | « Polka », soutien radio à la mission Constantine. |
| Envelope                    | 1945      | Italie          | Région Reggio d'Émilie, mission de liaison politique et militaire BLUE (TOFFEE). |
| Eros                        | 1944      | Belgique        | Août, « Reel », soutien radio. |
| Eucalyptus                  | 1944      | France          | Dérivé d’Union, mission de liaison, Vercors. |
| Euphronius                  | 1944      | Belgique        | Mai, « Arlette », instruction de sabotage pour Nelly sur le terrain, région Bierene. |
| Evansville                  | 1945      | Autriche        | 7 février, support au mouvement à Graz, et arrangement pour des agents en Italie ; probablement tués et l’organisation de résistance écrasée. |
| Evaporate                   | 1945      | Italie          | Mission de liaison politique et militaire avec Modène. |
| Falaise                     | 1941-42   | Tangier         | Destruction d'une station radio ennemie utilisée pour fournir la localisation des sous-marins Alliés dans les détroits. |
| Ferret (1942)               | 1942      | Belgique        | Plan pour évacuer sept agents de Belgique, y compris Arboretum, supposé capturé par les Allemands. |
| Ferret (1944)               | 1944      | Italie          | Juin, déposer trois agents de la Force A au nord de Bonassola sur la côte ligure et tentative de se réunir avec une équipe Ferret. |
| Ferrula                     | 1944-45   | Italie          | Val d’Aoste, mission de liaison politique et militaire. |
| Flaminius                   | 1944      | Belgique        | Octobre 1943, « Jacqueline », arrêtée. |
| Flap/Fin                    | 1944-45   | Italie          | Mission de liaison politique et militaire avec Piémont du sud, dispersée en août. Apparaît aussi comme mission Temple. |
| Flavius (1943)              | 1943-44   | Belgique        | « Bib Red », mission radio. |
| Fleckney                    | 1944-45   | Allemagne       | Établissement d'un organisateur du sabotage dans la région de Breslau. |
| Floodlight                  | 1944-45   | Italie          | Mission de liaison politique et militaire constituée du major W. O. Churchill, pour agir en tant qu'officier de liaison britannique auprès du général Cadorna à la demande du CLNAI en Italie du Nord. |
| Fordwick                    | 1944      | Allemagne       | Établissement d'une ligne d'agents et de communication entre l'Allemagne et le Danemark. |
| Fortinbras                  | 1943      | Belgique        | « Bracelet », quelques détails dans les dossiers. |
| Foxley                      | 1944-45   | Allemagne       | Plan pour assassiner Hitler poussé par le SOE et supporté par Duff Cooper. Un projet complet a été préparé, mais non poursuivi. En effet la stratégie militaire et les décisions prises par Hitler favorisaient les Alliés, et on ne voulait pas créer un culte du martyr. Cependant des plans analogues contre les subordonnés de Hitler, y compris Goebbels, ont été jugés préférables, mais non mis en œuvre non plus (opération Little Foxleys). |
| Frilford                    | 1944-45   | Allemagne       | Sabotage ferroviaire entre Hintshingen et Oberlauchringen ; des rapports des agents sur la réussite. |
| Gambling                    | 1945      | Pays-Bas        | équipe Jedburgh dans la région de Veluwe. |
| Gela Blue                   | 1944-45   | Italie          | Mission de liaison politique et militaire avec partisans de Vittorio Veneto. |
| Genesse                     | 1945      | Italie          | Mission de liaison militaire et politique avec Oltre-Po, Pavese et les partisans de la zone de la Ligurie. |
| Gibbon (1942)               | 1942-44   | Belgique        | Mission PWE, organisation de systèmes de communication par pigeons porteurs. |
| Glamis                      | 1944      | Belgique        | Avril, « Josephine », Huy, région Andenne, auxiliaire du groupe de sabotage Hotton. |
| Gratiano                    | 1944      | Belgique        | Janvier, « Ping Pong », opérateur radio pour Samoyede II, basé à Bruxelles. |
| Greenleaves                 | 1945      | Autriche        | 2 avril, groupe basé à Klagenfurt ; déposé avec succès, mais des documents et des photos capturés ; évacuation sur Bari. |
| Greyhound                   | 1942-45   | Belgique        | Organisation de routes d'évasion à travers la France et l'Espagne (également connu comme WOODCHUCK et ANTOINE). |
| Griffon                     | 1943      | Belgique        | Février, « Genon », envoyé avec la mission Badger dans la région d'Huy ; agent du 2e Bureau envoyé pour établir la liaison avec l'armée secrète, finalement capturé et déporté à Dachau. |
| Guineapig                   | 1943      | Belgique        | Octobre, « Wig », avec Flaminius, arrêté. |
| Gypsy                       | 1942      | Belgique        | Septembre 1941, organiser les comités de réception, routes pour le courrier VERMILLION, arrêté (?) en mai. |
| Hail                        | 1944      | Italie          | date incertaine. Quelques papiers disponibles dans ce dossier, mais la mission semble avoir été conduite par Petrucci, fusillé par les SS en mars. |
| Hamster                     | 1945      | Autriche        | 21 avril, armement de petits groupes de résistance en vue d'attaques routières et ferroviaires ; aurait fonctionné à Klagenfurt. |
| Hangman                     | 1942      | France          | Sabotage de pilônes ; l'entraînement pour l'opération a eu lieu, mais le dossier ne permet pas de conclure si l'opération a eu lieu. |
| Hapale                      | 1945      | Italie          | Mission de liaison politique et militaire avec les partisans, dans le sud Piémont ; mission d'enquête sur signaux. |
| Hapeville                   | 1945      | Italie          | Probablement peu de détails sur ce dossier, mais a dû être une mission de liaison avec les partisans à Bergamasco. |
| Haras                       | 1945      | Autriche        | 30 juillet, rejoindre la résistance communiste à Innsbruck, établir des liaisons radio. Échec, radio non déposée et agent attaqué. |
| Harrisburg                  | 1945      | Italie          | Mission de liaison politique et militaire avec des partisans. |
| Hecate                      | 1944      | Belgique        | (?) mid-, mission radio pour le groupe Huguette, basé à Bruxelles. |
| Hector (WWII)               | ?         | Belgique        | Hector 2 capturé. Autrement, peu de détails disponibles dans le dossier. |
| Helenus                     | 1944      | Belgique        | Août, « Jeannine », Bruxelles, instructeur de sabotage pour Nola. |
| Herring                     | 1945      | Italie          | Avril, raid de troupes parachutistes italiennes sur les lignes d'approvisionnement allemandes. |
| Herrington                  | 1945      | Italie          | Mission de liaison politique et militaire, nord Lombardie, avec les partisans de Bergamasco. |
| Hillcat                     | 1943      | Belgique        | Août, envoyé avec Tybalt, mission radio pour le groupe Hector. |
| Hireling                    | 1941      | Belgique        | Septembre, arrêté peu après l'atterrissage, évasion, investigation par MI5. |
| Historian                   | 1945      | Autriche        | 24 avril, attaque des lignes de communication à Klagenfurt. |
| Hollowshoes                 | 1942-45   | Espagne         | Établissement d'un réseau via Emilio Varas. Le groupe prit son nom de sa petite amie qui prouva sa capacité à créer des souliers à talons creux. |
| Homestead                   | 1945      | Italie          | Mission de liaison politique et militaire, nord Lombardie. |
| Horatio                     | 1944      | Belgique        | Janvier, « Glove », Bruxelles, mission radio pour Hector II et Nelly, arrêté en mai. |
| Hortensius                  | 1944      | Belgique        | Janvier, « Valentine », sabotage de canaux, région de Wanneberg et Bruxelles, arrêté en avril. |
| Housekeeper                 | 1943      | France          | Sabotage d'écluse à Lesdain. |
| Iachimo                     | 1944      | Belgique        | « Noemie », prise de contact avec des groupes de résistance du MNB. Pas d'indice de succès dans les dossiers. |
| Iago                        | 1944      | Belgique        | Janvier, « Scipio », provision of counter scorch organisation à Anvers; investigation sur la sécurité de l'organisation Hector à la suite d'arrestations récentes. |
| Imogen                      | 1944      | Belgique        | Juillet/août, « Alice », courrier pour Odette, succès. |
| Incisor                     | 1945      | Italie          | Mission de liaison politique et militaire avec la région du Val d’Aoste. |
| Incomparable                | 1942      | Belgique        | Mars, mission de propagande du PID, pour prendre contact avec l'organisation de sabotage et l'influencer ; pas d'indice de sa réussite. (voir Valère Passelecq) |
| Indelible                   | 1945      | Italie          | Mission de liaison militaire et politique avec les partisans dans la province de Cotulla Savona. |
| Independence                | 1941      | Belgique        | Avril, via Gibraltar; prendre contact avec toutes les organisations existantes et évaluer leurs progrès, les conseiller sur leurs besoins. Pas d'indice sur les résultats. |
| Insulin                     | 1945      | Italie          | Mars, mission de liaison politique et militaire, zone de Piacentina. |
| Intersection                | 1942      | Belgique        | Janvier, capturé peu après, enquête sur les suites données par les Allemands et arrestations possibles d'autres agents. |
| Izarra                      | ?         | Italie          | Exfiltration proposée du général Gustavo Pesenti. |
| Jerboa                      | 1943      | Belgique        | Avril, Gand, mission de Sûreté mission, pour limiter la production industrielle, sabotages de canalisations d'eau. |
| Joséphine B                 | 1941      | France          | 7 juin, Pessac, sabotage d'une station de transformation. Succès. |
| Junius                      | 1944      | Belgique        | Mai/juin, « Parasol », mission radio, peut-être arrêté. |
| Koala                       | 1942      | Belgique        | Juin, simulation d'une action de ralentissement des mines de charbon de Beeringen, pour réduire la production, ainsi que préparation d'un sabotage de lignes ferroviaires et du canal Albert. |
| Kuyper                      | 1944      | Pays-Bas        | Octobre, lieutenant Dubois de l'armée néerlandaise envoyé pour organiser un comité de réception et repérer les personnes du service évadées. Capturé. |
| Labrador                    | 1943      | Belgique        | Janvier, 2e mission, organisation de comités de réception ; plus tard doutes sur la sécurité. |
| Lacquer                     | 1941      | Belgique        | Septembre, envoyé pour établir une liaison avec l’organisation Conjugal. |
| Lamb                        | 1942      | Belgique        | Avril/mai, mission radio vers l'Armée secrète. |
| Lavinia                     | 1944      | Belgique        | Mars/avril, « Victorine », mission d'organisation, sabotage du trafic fluvial et des écluses. |
| Lear                        | 1943      | Belgique        | Août, assister la mission Stanley en coopération avec l’Armée secrète. |
| Lemur                       | 1942      | Belgique        | Novembre, officier britannique envoyé pour essayer de résoudre une impasse, pour organiser des comités de réception, dans la région de Gand. |
| Lepidus                     | 1944      | Belgique        | Mai, « Waltz», mission radio avec Huguette, finalement capturé. |
| Leyton                      | 1944      | Italie          | Juillet, bloquer les transports et les communications ennemies sur une route côtière, entre Fano et Pesaro. |
| Ligarius                    | 1944      | Belgique        | Juin 1944, « Margot », liaison avec Delphine, entraînement au sabotage ; arrêté en juillet. |
| Lodovico                    | 1944      | Belgique        | Mai, région de Namur, « Rosalie », mission d'instruction au sabotage. |
| Lucullus                    | 1944      | Belgique        | Janvier, « Gauntlet », Nivelles, mission radio. |
| Luculluss                   | 1944      | Belgique        | Mars, « Jeanette », fusillé. |
| Lynx                        | 1942      | Belgique        | Juin, région de Neufchâteau, mission radio. |
| M 6                         | 1944-45   | Italie          | Mission de liaison politique et militaire dans la région de Biella. |
| M 11                        | 1945      | Italie          | Mission de liaison politique et militaire, Asti et Piémont (existait sous différents leaderships avant cette date). |
| M 12/Tiber                  | 1945      | Italie          | Mission de liaison politique et militaire ; un dossier suggère une activité en Ligurie et à Gênes. |
| Macduff                     | 1943      | Belgique        | Mai, avec Ibex et Seal, trouver des comités de réception pour Civer, agir comme complément de la mission Stanley. |
| Majordomo                   | 1942      | Belgique        | Janvier, avec Mandamus, rapports sur des arrestations, y compris des agents de Lacquer. |
| Mallaby/Neck                | 1945      | Italie          | 1943, avec une seconde mission la première mission radio parachutée au lac de Côme, mais fut capturé à l'atterrissage. L'agent, Richard Mallaby, alias Olaf et Richard Tucker, fournit une liaison radio pendant la reddition finale des forces de l'Axe en Italie après avoir été capturé pendant sa seconde mission. |
| Man Friday                  | 1942      | Belgique        | Janvier, prise de contact avec des organisations secrètes, collecte d'informations politiques et de propagande. |
| Mandamus                    | 1942      | Belgique        | Janvier, organisation de sabotages, de résistance passive, de caches d'armes, peut-être écrasé après le décollage. |
| Mandrill                    | 1943      | Belgique        | PID mission PID pour prendre contact avec la mission Cordier pour démoraliser le soutien allemand, réception de propagande, Liège, Bruxelles, Gand. |
| Manelaus                    | 1943      | Belgique        | Octobre, mission de liaison avec le chef de la zone 1, « Berthe ». |
| Marcius                     | 1943      | Belgique        | Février/mars, « Necklace », soutien radio au chef Osric ; supposé arrêté. |
| Mardian                     | 1944      | Belgique        | Juillet, « Mathilde », pour travailler avec Celeste. |
| Market                      | 1944      | Pays-Bas        | Septembre, missions de liaison pour les opérations d'Arnhem Opérations, EDWARD, condition des contacts radio avec l'Angleterre durant l'opération aérienne CLAUDE, Opération Market Garden. L'équipe Jedburgh comprenait Edward, Claude, Clarence et Daniel. |
| Daniel/Marmoset             | 1942      | Belgique        | Janvier, organisation de sabotage pour Periwig. |
| Marmot                      | 1942      | Belgique        | Septembre, support aux mouvements existants de sabotage à Mons, région de Scheldt. |
| Mastiff                     | 1942      | Belgique        | Mars, mission radio avec Incomparable ; pas de rapports reçus. (voir René Copinne) |
| Menas                       | 1944      | Belgique        | Août, « Eugénie », prise de contact avec l'organisation Samoyède II et Stentor. |
| Mencrates                   | 1944      | Belgique        | Avril/mai, « Hortense », mission de sabotage pour Nelly. |
| Menenius                    | 1944      | Belgique        | Août, « Simone », organisation de comités de réception ; arrive trop tard pour remplir la mission. |
| Messala                     | 1944      | Belgique        | Juin, reprendre sur le terrain la direction des destructions ferroviaires, remplacer Nelly et organiser une structure de sabotage, « Huguette ». |
| Mink                        | 1942      | Belgique        | Chef steward dans la marine marchande belge, évadé pour former une organisation de sabotage dans la région d'Anvers et attendre la radio. |
| Mongoose (1942)             | 1942      | Belgique        | Juin, prendre contact avec l'Armée secrète, s'occuper des comités de réception ; pas de rapports reçus. |
| Montano                     | 1944      | Belgique        | Mars, rapports sur les activités du groupe G, investigation sur les missions Yapok, Fabius et Hector II, création d'une structure PWE et d'une centrale de sabotage à Bruxelles. |
| Moselle                     | 1943-45   | Italie          | Opération radio, agent capturé en Sardaigne et avocat peut-être retourné contre le SOE. |
| Mouse                       | 1942      | Belgique        | Mars, largué en France zone non occupée, arrêté peu après l'atterrissage. |
| Mule                        | 1942      | Belgique        | Avril/mai, recruté de la France libre, organisation de transports et de sabotages à Anvers. |
| Musjid                      | 1941      | Belgique        | Septembre/octobre, prise de contact avec des organisations en Flandre orientale et occidentale, création d'organisations de réception et de sabotage, organisateur d'Aboretum, à disperser. |
| Newsagent                   | 1943      | Belgique        | Mai, avec l’opérateur radio Vampire, organiser des comités de réception et des groupes de sabotage à Anvers et Limburg. |
| Nicanor                     | 1943      | Belgique        | Janvier /février, « Thérèse », soutien aux organisateurs en chef belges. |
| Opinion                     | 1941      | Belgique        | (?), mission pour entretenir des contacts dans les cercles ecclésiastiques, y compris dans l’entourage du roi. |
| Othello                     | 1943      | Belgique        | Juin, mission pour organiser la résistance rurale, développer la presse clandestine et encourager la vente directe de produits à la population, sapant ainsi les contrôles de l’occupant. |
| Outcast                     | 1941      | Belgique        | Septembre/octobre, travail aussi au Luxembourg pour prendre contact avec des groupes existants ou en monter de nouveaux, planifier le sabotage de centrales électriques et de cibles industrielles. |
| Outhaul                     | 1941      | Belgique        | prévu en juin, ne fut pas réalisé, peu d’informations sur l’objectif dans les dossiers disponibles. |
| Pandarus                    | 1944      | Belgique        | Mars, « Cufflinks » ; fournir 90 000 dollars à l'Armée secrète et aider à l'établissement d'un réseau radio. |
| Panicle                     | 1941      | Portugal        | planifié pour retarder toute avance ennemie au Portugal. |
| Patroclus                   | 1944      | Belgique        | Avril/mai, avec Velutus et Publius, « Bracelet », travaille vers Osric, Bruxelles, mais arrêté en juin. |
| Patron                      | 1944      | Belgique        | Exfiltration proposée du prince Charles de Belgique, frère du roi ; aucun avancement en août. |
| Periwig                     | 1941      | Belgique        | Mission de sabotage. « Armand » a procédé à des émissions radiophoniques vers Londres depuis Bruxelles. Capturé par la GFP en janvier 1942 (quelques détails dans le dossier). |
| Periwig (en fr. : perruque) | 1944-45   | Espagne         | Un plan pour munir des Allemands capturés (qu'on laisserait s'échapper) d'indices conduisant à croire que le mouvement de résistance allemand réel était organisé depuis l'Angleterre. Il n'y a pas de certitude dans les dossiers qu'il ait été engagé. |
| Philotus                    | 1943      | Belgique        | Août, établissement d'une organisation pour la réception et la distribution d'outils de propagande, des attaques contre les pro-fascistes, et obstruction du travail des collaborateurs. |
| Phrynia                     | 1944      | Belgique        | Août, « Liliane », vers Osric, communications, information et reconnaissance du chef de zone. |
| Pilchard                    | 1942      | France          | sabotage d'œuvres de Matisse, Versailles, et BREWER Radio Paris à l'émetteur grandes ondes d'Allouis (9 mai). |
| Platypus                    | 1942      | Belgique        | Août, avec Man Friday, mission avec la Sureté belge et le PWE pour influencer l'industrie belge vers la tactique de ralentissement, collecte de données économiques ; état de la mission mis en cause par ‘C’. |
| Pointer                     | 1943      | Belgique        | Juillet, avec Claudius, puis radio pour Claudius, prise de contact avec les organisations d'évasion ; mais des questions à propos de contacts avec des agents allemands. |
| Polonius                    | 1944      | Belgique        | Janvier, « Belt », vers Tybalt, au nord de Nivelles. |
| Pompey                      | ?         |                 | Plan de mystification préparé par la section espagnole pour faire croire que les Alliés avaient l'intention d'attaquer dans le midi de la France ou dans les îles grecques. |
| Pool                        | 1944      | Italie          | Mai, Pool I fut un atterrissage sur l'île d'Elbe près du cap San Andrea, avec Pool II, exfiltration d'agents du même endroit. |
| Potato                      | 1944      | Italie          | sabotage de la voie ferrée entre Sienne et Empoli et des routes secondaires, juin à juillet. |
| Priam                       | 1944      | Belgique        | Mai/juin, « Hubertine », mission d'instruction au sabotage. |
| Publius                     | 1944      | Belgique        | Avril/mai, « Muff », mission radio pour Colette |
| Pyx                         | 1945      | Autriche        | 13 juin, de Klagenfurt à Vienne ; création de maisons sûres, prise de contact avec la résistance locale, organisation de sabotages ; retard imposé par les partisans et prise d'information ; finalement retour de l'équipe à Bari. |
| Rankin                      | ?         |                 | Nom de code de la planification de l'opération dans l'éventualité du retrait des Allemands des pays occupés. |
| Rat/Goat                    | 1943      | Belgique        | Avril, organisation d'une ligne de courrier pour des évadés. |
| Regan                       | 1944      | Belgique        | Février, « Lining », mission radio pour Scipio. |
| Relator                     | 1941-43   | Espagne         | Nom donné à l'entraînement d'un groupe de chefs de zone à utiliser en Espagne ; semble connu également sous le nom d’Ali Baba et les quarante voleurs. Leur objectif était de retarder l’ennemi partout en Espagne. |
| Reproach                    | 1941-43   | Espagne         | Nom général donné aux tentatives de monter un soutien parmi les traditionalistes espagnols dans l’éventualité d’une invasion de l'Espagne, en Navarre. |
| Reynaldo                    | 1944      | Belgique        | Août, « Gabrielle », prise de contact avec le chef de l'Armée secrète. |
| Rhombold                    | 1941      | Belgique        | Octobre, région de Chevron, radio et sabotage. |
| Ricco                       | 1944-45   | Italie          | Mission politique et militaire vers les partisans ; groupe sur les routes de la région de La Spezia. |
| Roderigo                    | 1944      | Belgique        | Mai, « Paulette », instruction de sabotage pour l'organisation Nelly, région de Lessines. |
| Rosencrantz                 | 1944      | Belgique        | Septembre, mission W/T, doublée par l'avance des Alliés. |
| Rudder                      | ?         | Italie          | Nom de code des télégrammes reçus de Rome via un code spécialement infiltré immédiatement après l'armistice. |
| Ruina                       | 1944-45   | Italie          | mission de liaison politique et militaire avec partisans, zone ouest de Vénétie. Le dossier contient un journal des sabotages détaillé. |
| Rummy                       | 1944      | Pays-Bas        | Prise de contact avec les mouvements de résistance et rapport sur les aspects de sécurité après les récents succès des Allemands contre ces réseaux. |
| Sable                       | 1942      | Belgique        | Avril/mai, à l'est de Blois, mise en place d'un groupe de sabotage près d’Anvers, une partie de la mission connue sous le nom de ‘the Toughs’, pour désorganiser les transports, les voies ferrées et les communications. |
| Sainfoin                    | 1944      | France          | Septembre, région de Pontarlier, travail derrière les lignes ennemies, en avance par rapport aux Alliés. |
| Saki                        | 1944-45   | Italie          | Mission de liaison politique et militaire dans la région de Ligurie. |
| Samoyede                    | 1943      | Belgique        | Mai, mission du PID, pour les travaux d'avant et d'après la libération, désorganisation des installations radio allemandes, en vue d'aider les Alliés à partir du D-Day à utiliser la presse, le cinéma et la radio. |
| Savanna                     | 1941      | France          | 15 mars, élimination des pilotes de bombardiers (aérodrome de Meucon, près de Vannes). Objectif non atteint. |
| Scullion                    | 1943      | France          | 18 avril, mission française indépendante de sabotage de la raffinerie de pétrole aux Telots. |
| Seafront                    | 1945      | Autriche        | 12 octobre, établissement d'une route sûre vers Salzbourg et encouragement de la résistance à Salzbourg ; largué en Allemagne par erreur. |
| Sempronius                  | 1944      | Belgique        | Février/mars, « Ernestine », assistance au chef de sabotage, organisation de la réception du matériel, en utilisant une couverture professionnelle ; pas de rapports reçus de la mission dans les dossiers restants |
| Siamang                     | ?         |                 | Zone de Val Maria, aide à la coordination des mesures anti-scorch mesures destinées à protéger les usines hydroélectriques dans la région. |
| Silkmerchant                | 1941      | Belgique        | Mai, organisation de la résistance passive grâce à des groupes libéraux et sociaux, conduisant finalement à du sabotage. |
| Sling                       | 1944      | France          | Attaque des sources d'électricité de Paris par la destruction systématique de pylônes sur trois lignes principales ; succès. |
| Socrates                    | 1943-44   | Belgique        | Organiser l'aide financière aux organisations de résistance. |
| Sophie                      | 1943      | France          | Juin, envoi d'un assistant au commissaire de de Gaulle pour la France. |
| Temple                      | 1945      | Autriche        | 13 août, établissement de contacts dans la zone frontière ; sort inconnu. |
| Terrier                     | 1942      | Belgique        | Mars, zone Rochefort, mission radio, soupçons d'utilisation possible de postes radio par l'ennemi. |
| Tiddleywinks                | 1944      | Pays-Bas        | Août, rétablissement de liaisons de propagande, envoi de messages à la presse de la résistance de la part de la reine ; agent blessé à l'atterrissage. |
| Turdus                      | 1944      | Italie          | Zone de Lunese, mission de liaison politique et militaire avec de partisans. |
| Tybalt                      | 1942-44   | Belgique        | Mission d'organisation pour prendre contact avec les groupes de Résistance CLAUDIUS, l'Armée secrète et FIL, le plus grand sous-groupe en Belgique, et les faire coordonner par le SOE. |
| Typical (en)                | 1943      |                 | 22 mai, parachutage d'une délégation britannique auprès du quartier général de Tito. |
| Union                       | 1944      | France          | Janvier, évaluation des forces du maquis, dans la région de Savone. |
| Varro                       | 1944      | Belgique        | « Delphine », mission d'enquête sur les arrestations dans l'organisation Tybalt. |
| Vergillia                   | 1944      | Belgique        | Février, « Nelly », chief sabotage organisation working to chief of staff, SOE et Sûreté belge, avec l'objectif de disloquer les transports routiers et ferroviaires le jour J. |
| Vivacious                   | 1944-45   | Allemagne       | agent (2nd Lieutenant Baker Byrne) envoyé pour saboter l’entreprise Bruno Hintze à Berlin, active dans la production de composants de la fusée V2. Échec, mais l’agent réussit à rentrer en Angleterre. |
| Warden                      | 1941      | Espagne         | Plan pour le sabotage de huit navires ennemis dans le port de Las Palmas ; pas de preuve qu’il ait été réalisé. |
| Yapok                       | 1944      | Belgique        | Février, missions avec Montano et Volumnia, « Shoelace » ; arrêté et échappé. |